# Енріке Перальта Асурдіа
Альфредо Енріке Перальта Асурдіа (ісп. Alfredo Enrique Peralta Azurdia; 17 червня 1908 — 18 лютого 1997) — гватемальський політик, президент країни у 1963–1966 роках.

## Президентство
Прийшов до влади в результаті перевороту 1963 року, поваливши Ідігораса Фуентеса, та очолював уряд до 1966 року. За його правління у країні продовжувала набирати обертів громадянська війна, що почалась 1960. 1966 за результатами виборів передав владу Мендесу Монтенегро.